# Río Curanilahue (Pelluhue)
El río Curanilahue es un curso natural de agua que nace en las faldas occidentales de la cordillera de la Costa y fluye en el Región del Maule, Chile, con dirección general noroeste hasta desembocar en el océano Pacífico tras pasar entre los poblados de Pelluhue y Mariscadero.
El Anexo:Inventario de cuencas de Chile (BNA) y el Anexo:Inventario de cuencas de Chile (DARH) enlistan este río en las cuencas costeras entre río Maule y límite regional. Asimismo, el mapa de las FF. AA. de los EE. UU. también lo inscriben claramente en el litoral de la Región del Maule. Sin embargo, ni Luis Risopatrón ni Francisco Solano Asta-Buruaga y Cienfuegos mencionan este río en sus respectivas obras.
Ver Curanilahue (desambiguación).

## Trayecto
El río nace al este del embalse Tutuvén.